# Amphiporella baltica
Amphiporella baltica är en djurart som tillhör fylumet slemmaskar, och som beskrevs av Friedrich 1940. Amphiporella baltica ingår i släktet Amphiporella och familjen Amphiporidae. Inga underarter finns listade i Catalogue of Life.